# OECD 세계포럼
OECD 세계포럼(영어: OECD World Forum)은 GDP가 내재하는 한계를 넘어 경제, 사회, 환경 등을 모두 포괄할 수 있는 새로운 사회발전 개념을 정립하고, 발전 측정을 위한 새로운 패러다임 모색에 대해 글로벌 차원의 협력을 논의하기 위한 OECD 최대 규모 국제회의이다.
공식명칭은 ‘통계, 지식, 정책’에 관한 OECD 세계포럼(OECD World Forum on Statistics, Knowledge and Policy)으로 OECD 통계국 주관 하에 OECD 회원국 중 한 곳을 선정하여 2~3년에 한 번씩 개최된다. 
2004년 이탈리아 팔레르모, 2007년 터키 이스탄불, 2009년 대한민국 부산, 2012년 인도 뉴델리, 2015년 멕시코 과달라하라에 이어 2018년에는 대한민국 인천 송도에서 11월 27일부터 11월 29일까지 제6차 회의가 개최되었다.

## 개최 배경
- GDP를 넘어 (Beyond GDP)

```
‘세계에서 가장 행복한 국가’ 조사에서, 부탄이 세계적인 경제대국 미국을 앞지르는 순위 결과가 나오게 되었고, 이로 인해 경제적으로 부유한 국가가 반드시 더 행복한 국가는 아님을 의미하는 것이라는 인식이 확산되기 시작하였다. 이제 GDP 등으로 대표되는 경제위주의 발전이 과연 진정한 사회발전을 의미하는 것인지에 대한 의문이 제기되고 있다. 이제 경제뿐만 아니라 사회, 환경, 삶의 질 등을 모두 아우를 수 있는 새로운 개념의 사회발전을 모색할 필요성에 대한 자각이 시작되었다. 이에 따라 OECD는 장기적인 시각에서 인간의 삶의 질에 영향을 미치는 경제ㆍ사회ㆍ환경 등 모든 측면을 고려한 사회발전에 대한 개념을 재정립하고 사회발전 측정을 위한 지표 개발을 위한 국제적 논의를 위해 2004년 OECD 세계포럼이 창설되었다.
```

## 역대포럼
- 제1차 OECD 세계포럼 (2004년 11월 10일 ~ 13일, 이탈리아 팔레르모)

```
참가규모 : 43개국 540여명 참가
포럼주제 : 통계·지식·정책을 위한 핵심지표
포럼성과 : 사회발전을 측정하기 위한 주요지표 개발, 회원국 경험을 비교·분석하고 의사결정의 토대로 통계 역할 규명 , 세계포럼의 주기적 개최 합의  
```

- 제2차 OECD 세계포럼 (2007년 6월 27일 ~ 30일, 터키 이스탄불)

```
참가규모 : 43개국 540여명 참가
포럼주제 : 통계·지식·정책을 위한 핵심지표
포럼성과 : 사회발전을 측정하기 위한 주요지표 개발, 회원국 경험을 비교·분석하고 의사결정의 토대로 통계 역할 규명, 세계포럼의 주기적 개최 합의 
```

```
 
이스탄불 선언

 사회 분야별 통합지표 개발 및 근거 기반 의사결정 문화의 확산 등에 대한 국제적 합의로 OECD, UN, UNDP, World Bank 등 33개 국제기구가 서명
```

- 제3차 OECD 세계포럼 (2009년 10월 27일 ~ 30일, 대한민국 부산)

```
참가규모 : 85여 개국 2,000여 명
포럼주제 : 발전측정, 비전 수립, 삶의 질 향상
포럼성과 : 웰빙 및 사회발전 측정과 촉진을 위한 OECD 로드맵 제시, 통계·정책 분야의 논의의 축 유럽에서 아시아로 전환, 세계 각국이 웰빙과 사회발전 측정지표의 중요성에 공감하고 지표 개발 착수
```

- 제4차 OECD 세계포럼 (2012년 10월 16일 ~ 19일, 인도 뉴델리)

```
참가규모 : 100여 개국 1,000여 명
포럼주제 : 정책 결정과 발전을 위한 웰빙의 측정
포럼성과 : 웰빙의 공통인식 확산으로 측정의 핵심영역, 지표체계 등에서 국가 간 유사성 발견, 주관적 웰빙 측정을 위한 OECD 가이드라인 등 측정방법 도출 , 웰빙 측정 결과의 정책 활용성과 가시화
```

- 제5차 OECD 세계포럼 (2015년 10월 13일 ~ 15일, 멕시코 과달라하라)

```
참가규모 : 60여 개국 1,400여 명
포럼주제 : 정책 전환, 삶의 변화
포럼성과 : 포용적이고 지속가능한 경제성장 달성을 위한 웰빙과 불평등 논의, 웰빙 측정에서 정책 활용으로 연계하려는 국제적 노력 진행, 웰빙지표의 정책 활용에 대한 다양한 사례 공유
```

- 제6차 OECD세계포럼

- 포럼 개요

- 포럼 창설 배경

- 경제성장 대표지표인 GDP(국내총생산)가 진정한 사회발전과 삶의 질을 측정하기에는 한계가 있다는 국제적인 공통 인식의 확산

- OECD가 새로운 사회발전 지표 개발을 위한 국제적 논의를 위하여 포럼 창설(2004년)
- 포럼 목적

- 사회발전을 측정할 수 있는 지표 선정 및 측정 방법의 개발과 선진사례를 공유할 수 있는 글로벌 공론의 장 제공

- 증거기반 정책 수립 문화를 정립하기 위해 통계를 지식으로 전환하여 실질적인 의사결정에 활용하는 통계, 지식, 정책의 선순환 구조 확산 
- 개최 장소 및 일시 : ·  2018년 11월 27일 ~ 29일, 대한민국 인천 송도 컨벤시아
- 참석대상 및 규모 : OECD, UN, World Bank 등 국제기구, 각국 정상급 인사, 노벨상 수상자, 시민단체, 기업 등 100여 개국에서 1,500여명 참석
- 주최 및 주관 : 대한민국 통계청, OECD
- 주요 참석예정 연사 :

· 앙헬 구리아(Angel Gurría), OECD 사무총장

· 조지프 스티글리츠(Joseph Stiglitz), 미국 컬럼비아 대학교 경제학과 교수, 2001년 노벨경제학상 수상

· 니콜라스 스턴(Lord Nicholas Stern), 런던 정치경제대학교 교수

· 제프리 삭스(Jeffrey D. Sachs), 컬럼비아 대학교 경제학 교수

· 반기문(Ban Ki-Moon), 전 UN 사무총장

- 포럼 주제

- 미래 웰빙의 탐구와 측정
미래의 정부와 시민들이 직면하게 될 시급한 웰빙 과제를 해결하기 위해서는 새로운 측정 방식, 새로운 사고, 새로운 행동 방식이 필요하다. 이러한 과제를 해결하기 위해 그 어느 때보다도 국·내외적인 통합적 접근법과 공동대응이 필요하다. 포럼에서는 미래 월빙과 관련하여 중요하게 부상하고 있는 문제에 관한 공통된 인식을 수립하기 위해 새롭게 범분야적으로 고려해야 할 다양한 의제를 다룰 것이다. 그런 점에서 미래의 삶에 영향을 줄 세 가지 주요 트렌드에 대해 보다 자세히 논의 할 것이다.
- 포럼 세부내용

- 디지털화와 웰빙

디지털 경제의 기술, 스마트 응용 프로그램 및 기타 혁신 기술은 사람들의 생활 향상과 보건, 공공 거버넌스, 세금, 운송, 교육 및 환경 등 다양한 분야의 통계 및 정책 문제를 해결하는데 도움이 된다. 그러나 디지털 기술은 불평등, 고용 및 웰빙에 대한 부정적인 영향을 광범위하게 초래 할 것이다. 이에 본 세션에서는 ‘디지털 전환(Digital Transformation)’이 가져오는 여러 기회와 과제에 관해 토론할 예정이다.
- 복잡한 세상에서의 거버넌스

본 세션에서는 미래의 포용적 성장과 지속가능한 웰빙을 강화하는 데 필요한 새로운 유형의 거버넌스에 대해 다룰 것이다. 평등과 사람들의 삶을 향상시키기 위해  ‘국민에게 힘이 되는 정부’의 필요성, 정부가 민간분야와 시민사회와 같은 비정부 단체들과 협력할 수 있는 방안, 국제 협력을 이끌어 내는 방법, 국내 현황과 국제적 현실의 연결성을 규명하는 방법, 시민간의 신뢰를 회복하는 방법 등을 논의한다.
- 웰빙과 기업의 역할

다가올 미래의 지속가능하고 포용적인 웰빙의 달성은 개인, 지역사회를 위해 비정부 관계자와 특히 민간분야의 역할을 강화 한다는 것이다. 본 세션은 지속가능한 사람중심의 정책을 조성하기 위해 새로운 방안을 준비하는 각 분야 리더들의 적극적인 행동을 촉구하고, 웰빙과 포용적 성장에 관한 접근법이 비즈니스 모델과 측정 프레임워크에 어떻게 통합될 수 있는 지에 대해 논의할 것이다.